# Hành tinh đất đá

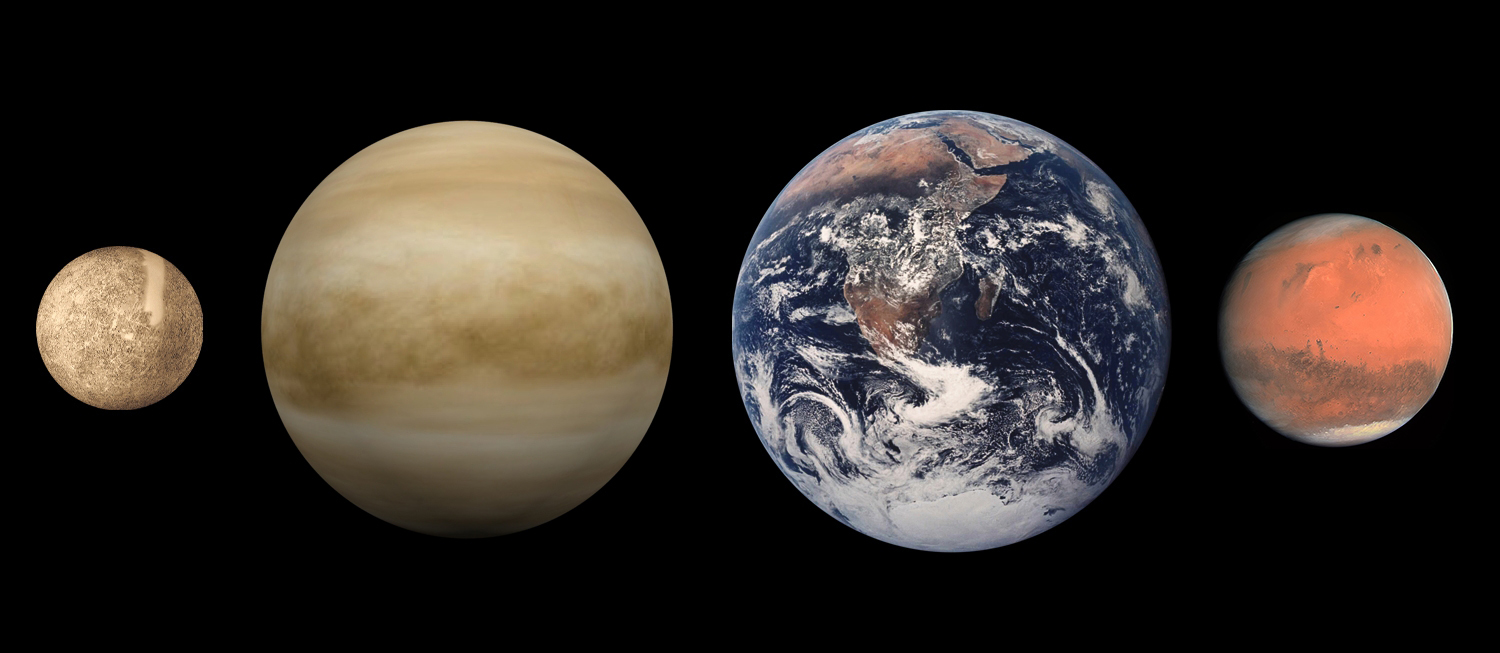
Hành tinh vòng trong Hệ Mặt trời.

Hành tinh đất đá (hay còn gọi là hành tinh kiểu Trái Đất, tuy rằng không nhất thiết phải có thủy quyển) là các hành tinh có cấu trúc và các tính chất giống các hành tinh vòng trong của Hệ Mặt Trời (như Sao Kim, Trái Đất, Sao Hỏa): có bề mặt chắc cứng, khối lượng khá thấp, trọng lượng riêng cao, chứa nhiều sắt và các kim loại nặng. Vào thời kỳ sơ khai, nhân kim loại nóng chảy của chúng (chủ yếu là sắt và nikel) tạo nên từ trường. Các hành tinh dạng này có khi có khí quyển, có thể có điều kiện để xuất hiện sự sống.

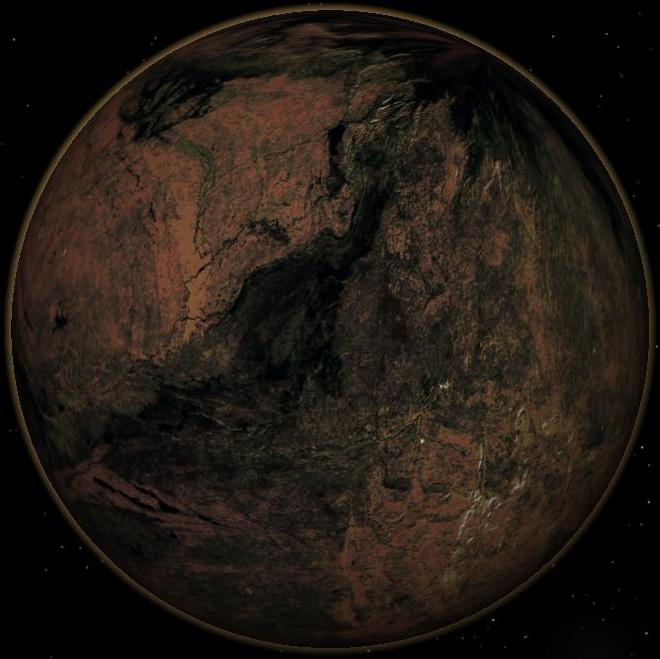
Hoạt động của hành tinh carbon

Thuật ngữ hành tinh đất đá được sử dụng để phân biệt với loại hành tinh thông dụng thứ hai là hành tinh khí khổng lồ (chứa một lõi đất đá nhỏ và một vỏ bọc khí/khí hóa lỏng khổng lồ bao quanh).
Hệ Mặt Trời có 4 hành tinh đất đá là Sao Thủy, Sao Kim, Trái Đất, Sao Hỏa và 6 hành tinh lùn có dạng này là:Ceres, Sao Diêm vương, Eris, Makemake, Haumea, Sedna. Các hành tinh lùn hầu như không có khí quyển, còn trong 4 hành tinh, Sao Thủy cũng có khí quyển cực kỳ mỏng manh. Mặt Trăng tuy là một vệ tinh tự nhiên của Trái Đất, cũng đôi khi được nhắc đến trong nhóm các hành tinh đất đá của Hệ Mặt Trời, do khối lượng đáng kể của nó.
Các hành tinh đất đá ngoài hệ Mặt Trời đầu tiên được Aleksander Wolszczan phát hiện có khối lượng 0,02; 4,3 và 3,9 lần khối lượng Trái Đất, bay quanh pulsar PSR B1257+12.

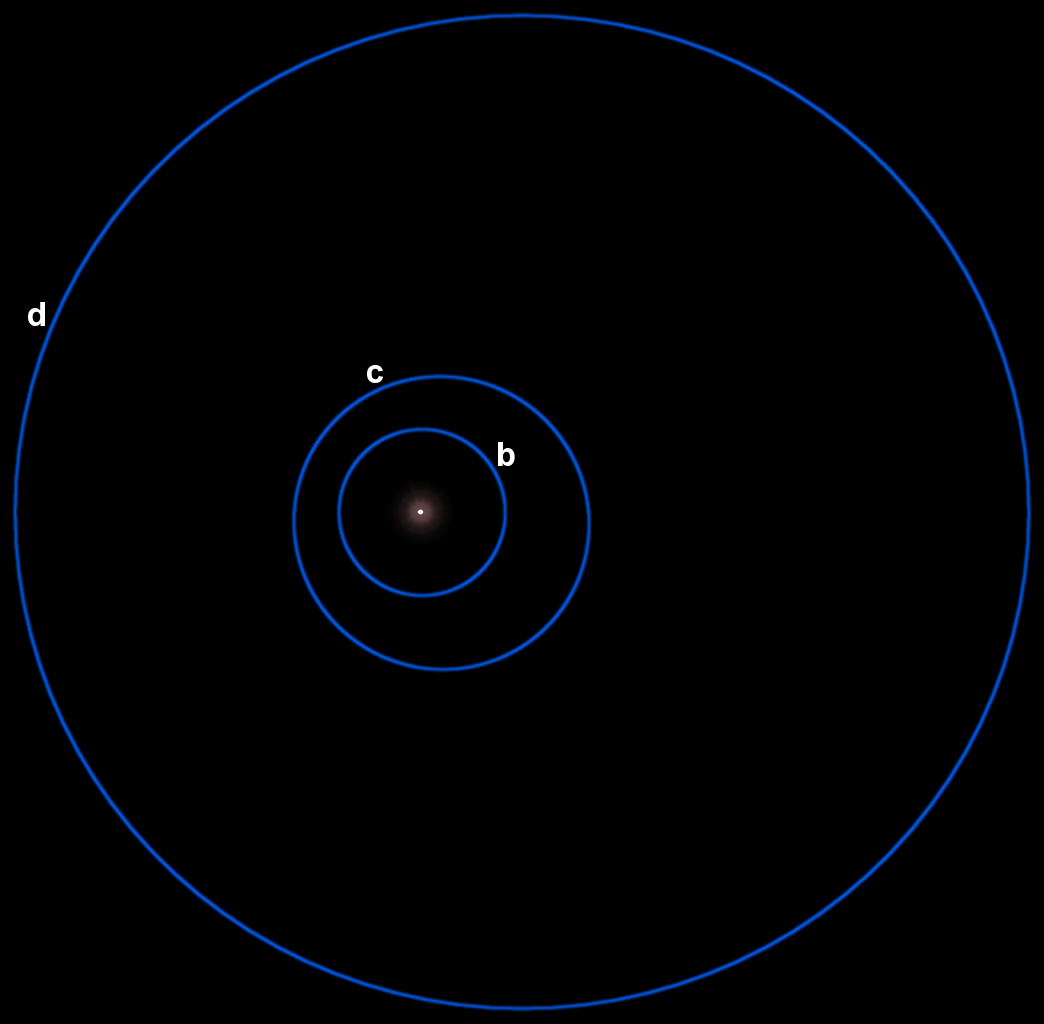
Hệ hành tinh quanh sao lùn Gliese 581.

## Đặc điểm quỹ đạo và sự tiến hóa
Các hành tinh đất đá thường có quỹ đạo nằm gần sao trung tâm, ngược lại với quỹ đạo của các hành tinh khí khổng lồ. Do đó chúng thường có nhiệt độ đủ cao để khiến các loại khí nhẹ (như hydro hay heli) đạt tốc độ thoát trong chuyển động nhiệt để rời bỏ hành tinh. Điều này có thể giải thích sự thiếu vắng của các chất khí nhẹ (vốn chiếm tỷ lệ áp đảo trong vũ trụ) tại các hành tinh này, thay vào đó là sự tập trung các chất hóa học có khối lượng phân tử lớn.
Các lý thuyết về sự hình thành sao và các hành tinh cho rằng sự thiếu hụt các thành phần có khối lượng phân tử thấp ở các hành tinh vòng trong còn do sức ép của vụ nổ, khởi động phản ứng nhiệt hạch ở sao trung tâm trong thời kỳ mới hình thành, đã thổi dạt các bụi, khí nhẹ và hạt băng nhỏ ra bên ngoài.
Các khí nhẹ bị dạt ra vòng ngoài đã tích tụ lại trên các hành tinh khí khổng lồ, nơi nhiệt độ đủ thấp và gió sao đủ yếu để duy trì sự có mặt ổn định của các chất này.